# شاندرا ديفيس
شاندرا ديفيس (بالإنجليزية: Chandra Davis)‏ هي عارضة ومغنية ومغنية مؤلفة وملحنة أمريكية، ولدت في 2 يناير 1978 في ديترويت في الولايات المتحدة.

## وصلات خارجية
- الموقع الرسمي
- شاندرا ديفيس على موقع IMDb (الإنجليزية)
- شاندرا ديفيس على موقع إن إن دي بي (الإنجليزية)
- شاندرا ديفيس على موقع أول ميوزيك (الإنجليزية)
- شاندرا ديفيس على موقع قاعدة بيانات الفيلم (الإنجليزية)